# Boees
Boees (en llatí Boeae, en grec antic Βοιαί) també anomenada Boia (Βοία) era una ciutat de Lacònia situada entre els promontoris de Malea i Onugnathos, a la badia anomenada Boiatikos Kolpos (Boeaticus Sinus).
La ciutat segons la llegenda va ser fundada per Boeus un dels heràclides, que va portar colons d'Etis, Afrodísia i Side. Més tard va pertànyer als Eleutero-laconis. Pausànies la va visitar i menciona el temple d'Apol·lo, el d'Asclepi i Higiea i el de Serapis i Isis. També en parlen Estrabó, Polibi i Plini el Vell. Les seves restes són prop de l'actual Vatika.